# Stroj zkázy
Stroj zkázy (v anglickém originále The Doomsday Machine) je šestý díl druhé řady seriálu Star Trek. Premiéra epizody proběhla 20. října 1967.

## Příběh
Hvězdného data 4202.9 kosmická loď USS Enterprise NCC-1701 pod vedením kapitána Jamese Tiberius Kirka zachytává signál další lodi Federace USS Constellation, které velí kapitán Matthew Decker. Když Enterprise doráží ke Constellation je patrné, že je značně poničená a na samotném můstku nefungují systémy podpory života. Signály senzorů jsou značně rušené, ale kapitán Kirk se vydává s výsadkem na palubu Constellation, kde nachází jediného živého člena posádky, kapitána Deckera.
Decker je na pokraji psychického zhroucení. Vypráví o setkání s ďáblem, strojem, který je schopný rozbít planetu na prach a pozřít svým chřtánem tucet hvězdných lodí. Decker vypráví, že chtěl zachránit posádku a tak jí za pomoci transportérů přesunul na čtvrtou planetu, která ovšem byla záhy neznámým tvorem / strojem zničena. Dr. McCoy s kapitánem Kirkem chtějí Deckera přesvědčit, aby přešel na palubu Enterprise. Ten namítá, že neznámá věc míří do centra Federace a navíc nechce opustit loď. Nakonec ale souhlasí. Krátce na to se Enterprise setkává s neznámým objektem, který odpovídá popisu kapitána Deckera. Pan Spock informuje kapitána Kirka, že nejde o živého tvora, ale o robota se silným polem rušení. Právě to později poškodí Enterprise transportéry a komunikační zařízení. Kapitán Kirk a vrchní inženýr Scotty spolu s dalšími členy posádky jsou stále na USS Constellation a Enterprise velí pan Spock bez možnosti kontaktu s kapitánem Kirkem.
Decker, který je očividně psychicky rozrušen, přebírá velení Enterprise. Spock, plně respektující pravidla Hvězdné flotily, mu uvolňuje velitelské místo i přes silné protesty doktora McCoye. Decker je odhodlaný s Enterprise na neznámého tvora zaútočit. V momentě, kdy Kirk a jeho lidé na Constellation zprovozní část systémů lodi včetně hlavní obrazovky, Enteprise se dostává do kontaktu se Strojem zkázy, ale její phasery se od nepřátelského objektu pouze odráží. Když Spock přesvědčuje Deckera, že jeho postup je rovný sebevraždě a musí ustoupit, stroj zkázy již táhne Enterprise vlečným paprskem do svých útrob. S pomocí inženýra Scotta Kirk pálí z phaserů na stroj zkázy a ten uvolňuje Enterprise. Decker však stále touží po útoku i když mu opakovaně Spock připomíná nutnost záchrany kapitána Kirka a ostatních členů posádky. Když se daří zprovoznit komunikace, Kirk přikazuje Spockovi zbavit komodora Deckera velení. Ten, ačkoliv nerad, tak ustupuje. Při odchodu z můstku ale napadá člena ochranky a bere si raketoplán, kterým následně vletí přímo do stroje zkázy. Při zničení raketoplánu však senzory zaznamenávají, že větší loď by mohla Stroj zkázy zničit, kdyby do něj vletěla. Scotty nastavuje Kirkovi detonátor na Constellation a sám se transportuje na Enterprise. Kirk nabírá s Constellation kurz přímo proti stroji. Při odpočtu pro bezpečný návrat kapitána na Enterprise se však pokazí opět transportér a nakonec se Kirka daří přenést na poslední moment.
Constellation stroj zkázy zničila a Kirk dává rozkaz k návratu na nejbližší základu pro provedení nutných oprav.